# Polia polyodon
Polia polyodon är en fjärilsart som beskrevs av Jacob Hübner 1827. Polia polyodon ingår i släktet Polia och familjen nattflyn. Inga underarter finns listade i Catalogue of Life.